# (37832) 1998 BA38
1998 BA38 (asteroide 37832) é um asteroide da cintura principal. Possui uma excentricidade de 0.08900330 e uma inclinação de 7.91358º.
Este asteroide foi descoberto no dia 29 de janeiro de 1998 por Spacewatch em Kitt Peak.